# Championnats du monde d'aquathlon 2018
Navigation
Édition précédente Édition suivante
Les championnats du monde d'aquathlon 2018, vingtième et unième édition des championnats du monde d'aquathlon, ont lieu le 12 juillet 2018 à Fyn au Danemark. Ils sont organisés  dans le cadre du Multisport World Championship Festival qui réunit plusieurs championnats mondiaux de sports gérés par la Fédération internationale de triathlon (ITU).

## Organisation
L'épreuve d'aquathlon se déroule dans le cadre du festival de triathlon organisé par la Fédération internationale de triathlon en collaboration avec la Fédération danoise de triathlon du 5 au 14 juillet. Les épreuves se déroulent sur plusieurs sites d'accueil, Middelfart, Svendborg et Odense. Le championnat du monde d'aquathlon, se déroule le 12 juillet sur le site de Middelfart.

## Résultats[2]
| Distances course (kilomètres) | Distances course (kilomètres) |
| Natation                      | Course à pied                 |
| ----------------------------- | ----------------------------- |
| 1                             | 5                             |

| Rang               | Athlète          | Pays | Temps       |
| ------------------ | ---------------- | ---- | ----------- |
| Médaille d'or      | Emmanuel Lejeune |      | 27 min 46 s |
| Médaille d'argent  | Nathan Breen     |      | 27 min 57 s |
| Médaille de bronze | Alexis Kardes    |      | 28 min 0 s  |

| Rang               | Athlète           | Pays | Temps       |
| ------------------ | ----------------- | ---- | ----------- |
| Médaille d'or      | Edda Hannesdottir |      | 31 min 15 s |
| Médaille d'argent  | Hannah Kitchen    |      | 32 min 3 s  |
| Médaille de bronze | Vida Medic        |      | 32 min 17 s |